# Paraleucothoe flindersi
Paraleucothoe flindersi är en kräftdjursart som först beskrevs av Stebbing 1888.  Paraleucothoe flindersi ingår i släktet Paraleucothoe och familjen Leucothoidae. Inga underarter finns listade i Catalogue of Life.